# Kurt Harand
Kurt Harand (* 11. September 1957 in Wien) ist ein ehemaliger österreichischer Eishockeyspieler, der seit seinem Karriereende als Eishockeytrainer und -funktionär arbeitet.

## Karriere
Harand verbrachte mit Ausnahme von zwei Spielzeiten seine gesamte Karriere beim Wiener Eislauf-Verein (WEV) und vertrat Österreich bei acht Weltmeisterschaften und zwei Olympischen Spielen.
Nach seinem Rücktritt vom aktiven Sport übernahm er sofort den Trainerposten beim Wiener EV, den er von 1992 bis 1996 innehatte. Während dieser Zeit fusionierte der Verein mit WAT Stadlau zum CE Wien. Nach einer Saison beim EHC Fischerbräu (1996–97) war er der erste Trainer der neu gegründeten Vienna Capitals (2001–2004) und verpflichtete in seiner Funktion als Sportdirektor in der Saison 2003/04 den späteren Meistertrainer Jim Boni zu den Capitals. 2004 übernahm er den Trainerposten bei den Black Wings Linz, wurde allerdings während der Saison 2005/06 durch Mike Zettel ersetzt.
Ab Januar 2008 war Harand für die Nationalmannschaft der Herren tätig und war zunächst Co-Trainer von Lars Bergström. Während der Saison 2008/09 wurde er Cheftrainer der U18-Nationalmannschaft Österreichs und war parallel als Berater beim ATSE Graz tätig. Im April 2009 wurde er als neuer Cheftrainer des ATSE vorgestellt und schaffte mit seinem neuen Klub den Aufstieg aus der Ober- in die Nationalliga.
Bei den Weltmeisterschaften 2010 und 2011 war Harand erneut Assistenztrainer des Herren-Nationalteams, danach übernahm er parallel den Cheftrainerposten im Nachwuchsbereich.
Außerdem ist Harand Co-Kommentator der Livespiele der österreichischen Eishockey Liga bei Sky.
Mit Dezember 2013 übernahm Harand beim UEC Mödling die Position des sportlichen Leiters. Nach der Übernahme der sportlichen Leitung und Obmann-Stellvertretung beim Liga-Konkurrenten WE-V wurde die Zusammenarbeit mit dem UEC Mödling im Februar 2014 wieder beendet.

## Familie
Kurt Harand ist mit Sonja Balun verheiratet, die Eiskunstläuferin war und an einer Vielzahl von internationalen Titelkämpfen teilgenommen hat. Die beiden haben zusammen zwei Söhne, die wie Kurt Eishockey spielen: Christoph und Patrick.